# Sphaerothecium subchlorophyllosum
Sphaerothecium subchlorophyllosum là một loài Rêu trong họ Dicranaceae. Loài này được (Müll. Hal.) J.-P. Frahm miêu tả khoa học đầu tiên năm 1986.